# Chèque au porteur
Pour plus de détails, voir Fiche technique et Distribution.
Chèque au porteur est un film français réalisé par Jean Boyer, sorti en 1941.

## Synopsis
Alaric Paloiseau est de retour en France, qu'il avait quittée encore enfant, 35 ans auparavant pour suivre au Mexique un oncle à héritage. L'oncle étant mort, Alaric devenu riche est de retour, mais arrivé à Paris, il est ennuyé à la perspective de retrouver sa sœur Camille, une vieille fille autoritaire. Il fait alors la connaissance d'un porteur de la gare, Fortuné, à qui il demande de le remplacer dans sa famille.
Pendant qu'Alaric reste à Paris, à draguer et se faire rouler par plusieurs coquettes. Fortuné fait la connaissance de Camille et de sa nièce Simone et s'installe dans la famille sous le nom d'Alaric. Il doit alors se mêler des amours contrariées de Simone
que sa tante veut marier contre son gré.

## Fiche technique
- Titre : Chèque au porteur
- Réalisation : Jean Boyer
- Scénario et dialogues : Jean Boyer
- Photographie : Victor Arménise
- Son : Jacques Hawadier
- Musique : Georges Van Parys
- Montage : Louisette Hautecoeur
- Production : Société Universelle de Films
- Pays :   France
- Format :  Noir et blanc - 35 mm - Son mono
- Genre : Comédie
- Durée : 102 minutes
- Date de sortie : 
  - France : 24 décembre 1941
- Affiche : Jacques Bonneaud (France)

## Distribution
- Lucien Baroux : Fortuné
- Marguerite Pierry : Camille Paloiseau de la Motte-Civray
- Jean Tissier : Alaric Paloiseau de la Motte-Civray
- Jacqueline Ferrière : Simone (nièce de Camille et d'Alaric)
- Jimmy Gaillard : Daniel  (l'amoureux de Simone)
- Robert Arnoux : Gaëtan (le prétendant de Simone)
- Georgette Tissier : Julie
- Robert Ozanne : Le costaud
- Marcel Charvey
- Georges Bever : Le garçon d'hôtel
- Léonce Corne : Le chef des porteurs
- Albert Michel
- Maurice Salabert : Le chauffeur de taxi

## Autour du film
Le film fait évidemment un jeu de mots avec le terme bancaire chèque au porteur . Au début du film Alaric Paloiseau donne par inadvertance un billet mexicain comme pourboire à Fortuné, le porteur. L'affiche du film interprète cette scène comme donner un chéque au porteur. Chèque au porteur également lorsqu'Alaric donne carte blanche à  Fortuné pour le remplacer auprès de sa famille . Avant de prendre le train pour rejoindre la famille d'Alaric , Fortuné rappelle à Alaric que celui-ci lui a payé un costume et donné un chèque au porteur, et s'amuse du jeu de mots.